# 앤 젤리코
앤 젤리코(Ann Jellicoe, 1927년 7월 15일 ~ 2017년 8월 31일)는 영국의 극작가 겸 연출가다.
센트럴 연극학교를 나와 그곳 강사가 되었다. 1952년 '코르핏 시어터'를 창설했다. 처녀작 <미친 엄마의 스포츠>(1956)는 종래의 연극과는 전혀 다른 연극으로 말과 소리와 행동을 혼합하여 격렬한 제의적(祭儀的) 형식을 취하고 있다. 다음 작품 <비결>(1961)은 같은 테크닉을 풍속희극에 적용시킨 것으로 떠돌아 들어온 순진한 소녀를 중심으로 성격이 상반되는 두 소년 사이의 관계를 재치있게 그린 그녀의 대표작이다. <셸리>(1965)는 시인 셸리의 생애를 다큐멘터리식으로 엮어나간 정통적인 형식의 드라마이다. 그녀에겐 또한 <새로운 세대>(1967) 이외에 입센과 체호프의 번역이 여러 편 있다.